# 앨리슨 졸리
앨리슨 졸리(Allison Jolly, 1956년 8월 4일~)는 미국의 요트경기 선수 및 올림픽 챔피언이다. 
졸리는 10세의 나이에 요트 타기를 시작해 1975년과 1976년에 플로리다 주립 대학에서 선수로 출전한 대학 항해 선수권 대회에서 우승 거머쥐였다. 
1976년에 그녀는 유럽 여자 선수권 대회에서 2위를 차지하고, 또한 티미 앵스턴 요트경기에서 2위를 했다. 1977년, 20세의 나이에 그녀는 뉴욕 요트 클럽에서 주는 올해의 여자선수상을 탄 최연소 여성이되었다.
대학 졸업 후에, 졸리는 항해를 지속적으로 하기 위해 캘리포니아 발랜시아에서 컴퓨터 프로그래머로 일했다. 그녀의 남편 마크 엘리엇 또한 컴퓨터 프로그래머이자 항해 경기를 한적이있다. 졸리와 그녀의남편 마크 엘리엇은 집 계약금 8천달러로 그녀의 첫 번째 보트를 샀다.
1987년, 졸리와 그녀의 항해 파트너 린 쥬얼과 함께 1988년도 서울 하계 올림픽 시험경기에 출전한다. 예선전에서 불안한 시작에도 불구하고, 두 사람은 정상의 자리를 차지했다. 졸리와 쥬얼은 첫 번째 레이스에서 3위를 하고 다음 경주에서 배를 두 번 전복시켰지만 두 사람은 경쟁에 머물 수 있었다. 그녀들은 남은 경기에서 좋은 성적을 내 470 클래스에서 금메달을 수상 하였다. 워싱턴 포스트지는 그녀들을 "물에서 경쟁을 불어넣었다."라는 기사를 보내기도 하였다. 졸리와 쥬얼은 88년도 서울 올림픽에서 남녀불문하고 금메달을 획득한 유일한 미국 선원이었다. 그들의 승리 이후 항해 대회에서 많은 여성의 참여를 촉진하는 데 도움이되었다. 
올림픽에서 돌아온 즉 후, 졸리는 삼일만에 남편과 미국 연합 요트 경주 대회를 참여 항해를 계속했다. 챔피언스 선수권 대회에서 졸리 그녀는 올림픽에서 경쟁했던 470 대신 스나이프를 타며 다른 종류의 배에 적응하는 힘든 시간을 보냈다. 그 결과로, 그녀와 엘리엇은 미국 연합 요트 경주 대회에서는 9위에 그쳤다. 1994년, 졸리는 빌 코흐에 의해 편성된 아메리카 컵 요트 경주에서 최초로 여자선수로만 결성된 팀에 지원하였다. 그녀의 이 결정은 요트 사회의 충격을 주면서 린 쥬얼과 함께 팀시험 훈련 후 팀에서 퇴출되었다. 
졸리는 남플로리다 주립대 여자 요트대표팀에서 코치를 하며 그녀의 항해열정을 지속해나가고 있다.